# Aloina roseae
Aloina roseae är en bladmossart som beskrevs av Delgadillo M. 1973. Aloina roseae ingår i släktet toffelmossor, och familjen Pottiaceae. Inga underarter finns listade i Catalogue of Life.